# Arnaldo Versiani
Arnaldo Versiani Leite Soares (Belo Horizonte, 15 de maio de 1963) é um jurista e magistrado brasileiro, foi Ministro do Tribunal Superior Eleitoral.
Filho do ex-desembargador federal do Tribunal Regional Federal da 1ª Região Mauro Leite Soares, é formado em Ciências Econômicas em 1984 e Direito em 1985 pela Universidade de Brasília.
Foi Juiz substituto do Tribunal Regional Eleitoral do Distrito Federal no biênio 2003/2005.
Nomeado pelo então presidente Luiz Inácio Lula da Silva como ministro substituto do Tribunal Superior Eleitoral na classe dos advogados, desde 18 maio de 2006, quando da efetivação de José Gerado Grossi. Empossado ministro titular em 11 de novembro de 2008 em lugar de Carlos Eduardo Caputo Bastos. Reconduzido pelo então presidente Lula para o biênio 2010-2012, sendo empossado em 12 de novembro de 2010.

## Relator da Ficha limpa
Foi o relator da consulta ao TSE formulada pelo deputado federal Ilderlei Cordeiro sobre o alcance da Lei  Ficha Limpa. Entendeu que a lei tem aplicação imediata, inclusive já para as Eleições gerais no Brasil em 2010, entendendo que inelegibilidade não é pena, no que foi acompanhado pela maioria dos outros ministros.